# Eerste divisie 1995/96 (nacompetitie)/Wedstrijden
Het Nederlandse Eerste divisie voetbal uit het seizoen 1995/96 kende aan het einde van de reguliere competitie een nacompetitie. Alleen de kampioen van de Eerste divisie promoveerde rechtstreeks naar de Eredivisie. Behalve de vier periodekampioenen en de twee hoogst geklasseerde clubs zonder periodetitel namen ook de nummers 16 en 17 van de eredivisie hieraan deel. De acht clubs werden verdeeld over twee poules, beide poulewinnaars veroverden een plaats in de Eredivisie.
Winnaars van deze vierentwintigste editie werden FC Volendam en N.E.C..

## Speelronde 1

### Groep A
|                   |              |                         |             |                                                                                            |
| 11 mei 1996 19:30 | FC Den Bosch | 0 – 1                   | FC Volendam | Stadion: De Vliert, 's-Hertogenbosch Toeschouwers: 4.554 Scheidsrechter: John Blankenstein |
| 11 mei 1996 19:30 |              | 62' Miroslav Stefanović |             | Stadion: De Vliert, 's-Hertogenbosch Toeschouwers: 4.554 Scheidsrechter: John Blankenstein |
| 11 mei 1996 19:30 |              |                         |             | Stadion: De Vliert, 's-Hertogenbosch Toeschouwers: 4.554 Scheidsrechter: John Blankenstein |
| 11 mei 1996 19:30 |              |                         |             | Stadion: De Vliert, 's-Hertogenbosch Toeschouwers: 4.554 Scheidsrechter: John Blankenstein |
|                   |              |                         |             |                                                                                            |

|                   |     |                                          |             |                                                                      |
| 11 mei 1996 19:30 | VVV | 0 – 3                                    | SC Heracles | Stadion: De Koel, Venlo Toeschouwers: 3.127 Scheidsrechter: Dick Jol |
| 11 mei 1996 19:30 |     | 19', 75' Ruben Klaver 90' Folkert Velten |             | Stadion: De Koel, Venlo Toeschouwers: 3.127 Scheidsrechter: Dick Jol |
| 11 mei 1996 19:30 |     |                                          |             | Stadion: De Koel, Venlo Toeschouwers: 3.127 Scheidsrechter: Dick Jol |
| 11 mei 1996 19:30 |     |                                          |             | Stadion: De Koel, Venlo Toeschouwers: 3.127 Scheidsrechter: Dick Jol |
|                   |     |                                          |             |                                                                      |

### Groep B
|                   |                                           |       |                                           |                                                                                      |
| 11 mei 1996 19:30 | Cambuur Leeuwarden                        | 2 – 2 | BV Veendam                                | Stadion: Cambuurstadion, Leeuwarden Toeschouwers: 5.500 Scheidsrechter: René Temmink |
| 11 mei 1996 19:30 | Peter van den Berg 73' Mark Oosterhof 90' |       | 10' Arkadiusz Radomski 19' Joseph Oosting | Stadion: Cambuurstadion, Leeuwarden Toeschouwers: 5.500 Scheidsrechter: René Temmink |
| 11 mei 1996 19:30 |                                           |       |                                           | Stadion: Cambuurstadion, Leeuwarden Toeschouwers: 5.500 Scheidsrechter: René Temmink |
| 11 mei 1996 19:30 |                                           |       |                                           | Stadion: Cambuurstadion, Leeuwarden Toeschouwers: 5.500 Scheidsrechter: René Temmink |
|                   |                                           |       |                                           |                                                                                      |

|                   |                                                          |       |                  |                                                                                 |
| 11 mei 1996 19:30 | N.E.C.                                                   | 3 – 1 | Emmen            | Stadion: De Goffert, Nijmegen Toeschouwers: 4.500 Scheidsrechter: Roelof Luinge |
| 11 mei 1996 19:30 | Anton Janssen 6' Antti Sumiala 66' Patrick Pothuizen 76' |       | 10' Tony Alberda | Stadion: De Goffert, Nijmegen Toeschouwers: 4.500 Scheidsrechter: Roelof Luinge |
| 11 mei 1996 19:30 |                                                          |       |                  | Stadion: De Goffert, Nijmegen Toeschouwers: 4.500 Scheidsrechter: Roelof Luinge |
| 11 mei 1996 19:30 |                                                          |       |                  | Stadion: De Goffert, Nijmegen Toeschouwers: 4.500 Scheidsrechter: Roelof Luinge |
|                   |                                                          |       |                  |                                                                                 |

## Speelronde 2

### Groep A
|                   |                                          |       |              |                                                                                  |
| 18 mei 1996 19:30 | SC Heracles                              | 2 – 0 | FC Den Bosch | Stadion: Bornsestraat, Almelo Toeschouwers: 2.650 Scheidsrechter: Keimpe Zuidema |
| 18 mei 1996 19:30 | Marco Holster 6' Mark Wiggers 64' (pen.) |       |              | Stadion: Bornsestraat, Almelo Toeschouwers: 2.650 Scheidsrechter: Keimpe Zuidema |
| 18 mei 1996 19:30 |                                          |       |              | Stadion: Bornsestraat, Almelo Toeschouwers: 2.650 Scheidsrechter: Keimpe Zuidema |
| 18 mei 1996 19:30 |                                          |       |              | Stadion: Bornsestraat, Almelo Toeschouwers: 2.650 Scheidsrechter: Keimpe Zuidema |
|                   |                                          |       |              |                                                                                  |

|                   |                        |       |     |                                                                                      |
| 18 mei 1996 19:30 | FC Volendam            | 1 – 0 | VVV | Stadion: Veronica Stadion, Volendam Toeschouwers: 3.500 Scheidsrechter: Jan Wegereef |
| 18 mei 1996 19:30 | Radoslav Samardžić 70' |       |     | Stadion: Veronica Stadion, Volendam Toeschouwers: 3.500 Scheidsrechter: Jan Wegereef |
| 18 mei 1996 19:30 |                        |       |     | Stadion: Veronica Stadion, Volendam Toeschouwers: 3.500 Scheidsrechter: Jan Wegereef |
| 18 mei 1996 19:30 |                        |       |     | Stadion: Veronica Stadion, Volendam Toeschouwers: 3.500 Scheidsrechter: Jan Wegereef |
|                   |                        |       |     |                                                                                      |

### Groep B
|                   |                                                              |       |                    |                                                                             |
| 18 mei 1996 19:30 | Emmen                                                        | 4 – 0 | Cambuur Leeuwarden | Stadion: Meerdijk, Emmen Toeschouwers: 4.281 Scheidsrechter: Jaap Uilenberg |
| 18 mei 1996 19:30 | Michel van Oostrum 23', 63' Mika Nurmela 71' Roy Stroeve 88' |       |                    | Stadion: Meerdijk, Emmen Toeschouwers: 4.281 Scheidsrechter: Jaap Uilenberg |
| 18 mei 1996 19:30 |                                                              |       |                    | Stadion: Meerdijk, Emmen Toeschouwers: 4.281 Scheidsrechter: Jaap Uilenberg |
| 18 mei 1996 19:30 |                                                              |       |                    | Stadion: Meerdijk, Emmen Toeschouwers: 4.281 Scheidsrechter: Jaap Uilenberg |
|                   |                                                              |       |                    |                                                                             |

|                   |                    |       |        |                                                                                    |
| 18 mei 1996 19:30 | BV Veendam         | 1 – 0 | N.E.C. | Stadion: De Langeleegte, Veendam Toeschouwers: 4.777 Scheidsrechter: Hans Reygwart |
| 18 mei 1996 19:30 | Gerard Wiekens 87' |       |        | Stadion: De Langeleegte, Veendam Toeschouwers: 4.777 Scheidsrechter: Hans Reygwart |
| 18 mei 1996 19:30 |                    |       |        | Stadion: De Langeleegte, Veendam Toeschouwers: 4.777 Scheidsrechter: Hans Reygwart |
| 18 mei 1996 19:30 |                    |       |        | Stadion: De Langeleegte, Veendam Toeschouwers: 4.777 Scheidsrechter: Hans Reygwart |
|                   |                    |       |        |                                                                                    |

## Speelronde 3

### Groep A
|                   |              |       |     |                                                                                      |
| 21 mei 1996 19:30 | FC Den Bosch | 0 – 0 | VVV | Stadion: De Vliert, 's-Hertogenbosch Toeschouwers: 1.645 Scheidsrechter: Ruud Bossen |
| 21 mei 1996 19:30 |              |       |     | Stadion: De Vliert, 's-Hertogenbosch Toeschouwers: 1.645 Scheidsrechter: Ruud Bossen |
| 21 mei 1996 19:30 |              |       |     | Stadion: De Vliert, 's-Hertogenbosch Toeschouwers: 1.645 Scheidsrechter: Ruud Bossen |
| 21 mei 1996 19:30 |              |       |     | Stadion: De Vliert, 's-Hertogenbosch Toeschouwers: 1.645 Scheidsrechter: Ruud Bossen |
|                   |              |       |     |                                                                                      |

|                   |                                            |       |                  |                                                                                      |
| 21 mei 1996 19:30 | FC Volendam                                | 2 – 1 | SC Heracles      | Stadion: Veronica Stadion, Volendam Toeschouwers: 4.000 Scheidsrechter: Hugo Luijten |
| 21 mei 1996 19:30 | Radoslav Samardžić 3' Dejan Govedarica 33' |       | 54' Ruben Klaver | Stadion: Veronica Stadion, Volendam Toeschouwers: 4.000 Scheidsrechter: Hugo Luijten |
| 21 mei 1996 19:30 |                                            |       |                  | Stadion: Veronica Stadion, Volendam Toeschouwers: 4.000 Scheidsrechter: Hugo Luijten |
| 21 mei 1996 19:30 |                                            |       |                  | Stadion: Veronica Stadion, Volendam Toeschouwers: 4.000 Scheidsrechter: Hugo Luijten |
|                   |                                            |       |                  |                                                                                      |

### Groep B
|                   |                                         |       |                        |                                                                       |
| 21 mei 1996 19:30 | Emmen                                   | 2 – 1 | BV Veendam             | Stadion: Meerdijk, Emmen Toeschouwers: 5.721 Scheidsrechter: Dick Jol |
| 21 mei 1996 19:30 | Michel van Oostrum 29' Peter Uneken 55' |       | 70' Arkadiusz Radomski | Stadion: Meerdijk, Emmen Toeschouwers: 5.721 Scheidsrechter: Dick Jol |
| 21 mei 1996 19:30 |                                         |       |                        | Stadion: Meerdijk, Emmen Toeschouwers: 5.721 Scheidsrechter: Dick Jol |
| 21 mei 1996 19:30 |                                         |       |                        | Stadion: Meerdijk, Emmen Toeschouwers: 5.721 Scheidsrechter: Dick Jol |
|                   |                                         |       |                        |                                                                       |

|                   |                                            |       |                    |                                                                                   |
| 21 mei 1996 19:30 | N.E.C.                                     | 2 – 0 | Cambuur Leeuwarden | Stadion: De Goffert, Nijmegen Toeschouwers: 5.500 Scheidsrechter: Jack van Hulten |
| 21 mei 1996 19:30 | Anton Janssen 65' (pen.) Antti Sumiala 82' |       |                    | Stadion: De Goffert, Nijmegen Toeschouwers: 5.500 Scheidsrechter: Jack van Hulten |
| 21 mei 1996 19:30 |                                            |       |                    | Stadion: De Goffert, Nijmegen Toeschouwers: 5.500 Scheidsrechter: Jack van Hulten |
| 21 mei 1996 19:30 |                                            |       |                    | Stadion: De Goffert, Nijmegen Toeschouwers: 5.500 Scheidsrechter: Jack van Hulten |
|                   |                                            |       |                    |                                                                                   |

## Speelronde 4

### Groep A
|                   |                    |       |                                       |                                                                                 |
| 25 mei 1996 19:30 | SC Heracles        | 1 – 2 | FC Volendam                           | Stadion: Bornsestraat, Almelo Toeschouwers: 3.493 Scheidsrechter: Roelof Luinge |
| 25 mei 1996 19:30 | Folkert Velten 65' |       | 4' Johan Steur 23' Radoslav Samardžić | Stadion: Bornsestraat, Almelo Toeschouwers: 3.493 Scheidsrechter: Roelof Luinge |
| 25 mei 1996 19:30 |                    |       |                                       | Stadion: Bornsestraat, Almelo Toeschouwers: 3.493 Scheidsrechter: Roelof Luinge |
| 25 mei 1996 19:30 |                    |       |                                       | Stadion: Bornsestraat, Almelo Toeschouwers: 3.493 Scheidsrechter: Roelof Luinge |
|                   |                    |       |                                       |                                                                                 |

|                   |                                          |       |              |                                                                             |
| 25 mei 1996 19:30 | VVV                                      | 2 – 0 | FC Den Bosch | Stadion: De Koel, Venlo Toeschouwers: 1.423 Scheidsrechter: Herman van Dijk |
| 25 mei 1996 19:30 | Gerald Sibon 59' Mendel Witzenhausen 90' |       |              | Stadion: De Koel, Venlo Toeschouwers: 1.423 Scheidsrechter: Herman van Dijk |
| 25 mei 1996 19:30 |                                          |       |              | Stadion: De Koel, Venlo Toeschouwers: 1.423 Scheidsrechter: Herman van Dijk |
| 25 mei 1996 19:30 |                                          |       |              | Stadion: De Koel, Venlo Toeschouwers: 1.423 Scheidsrechter: Herman van Dijk |
|                   |                                          |       |              |                                                                             |

### Groep B
|                   |                    |                     |        |                                                                                      |
| 25 mei 1996 19:30 | Cambuur Leeuwarden | 0 – 1               | N.E.C. | Stadion: Cambuurstadion, Leeuwarden Toeschouwers: 4.250 Scheidsrechter: Hugo Luijten |
| 25 mei 1996 19:30 |                    | 67' Michel Langerak |        | Stadion: Cambuurstadion, Leeuwarden Toeschouwers: 4.250 Scheidsrechter: Hugo Luijten |
| 25 mei 1996 19:30 |                    |                     |        | Stadion: Cambuurstadion, Leeuwarden Toeschouwers: 4.250 Scheidsrechter: Hugo Luijten |
| 25 mei 1996 19:30 |                    |                     |        | Stadion: Cambuurstadion, Leeuwarden Toeschouwers: 4.250 Scheidsrechter: Hugo Luijten |
|                   |                    |                     |        |                                                                                      |

|                   |                    |       |       |                                                                                     |
| 25 mei 1996 19:30 | BV Veendam         | 1 – 0 | Emmen | Stadion: De Langeleegte, Veendam Toeschouwers: 6.567 Scheidsrechter: Jaap Uilenberg |
| 25 mei 1996 19:30 | Joseph Oosting 32' |       |       | Stadion: De Langeleegte, Veendam Toeschouwers: 6.567 Scheidsrechter: Jaap Uilenberg |
| 25 mei 1996 19:30 |                    |       |       | Stadion: De Langeleegte, Veendam Toeschouwers: 6.567 Scheidsrechter: Jaap Uilenberg |
| 25 mei 1996 19:30 |                    |       |       | Stadion: De Langeleegte, Veendam Toeschouwers: 6.567 Scheidsrechter: Jaap Uilenberg |
|                   |                    |       |       |                                                                                     |

## Speelronde 5

### Groep A
|                   |                                 |       |                                    |                                                                                   |
| 28 mei 1996 19:30 | FC Den Bosch                    | 2 – 2 | SC Heracles                        | Stadion: De Vliert, 's-Hertogenbosch Toeschouwers: 1.174 Scheidsrechter: Dick Jol |
| 28 mei 1996 19:30 | Jan Gerver 26' René Nijhuis 61' |       | 10' Ruben Klaver 66' Marco Holster | Stadion: De Vliert, 's-Hertogenbosch Toeschouwers: 1.174 Scheidsrechter: Dick Jol |
| 28 mei 1996 19:30 |                                 |       |                                    | Stadion: De Vliert, 's-Hertogenbosch Toeschouwers: 1.174 Scheidsrechter: Dick Jol |
| 28 mei 1996 19:30 |                                 |       |                                    | Stadion: De Vliert, 's-Hertogenbosch Toeschouwers: 1.174 Scheidsrechter: Dick Jol |
|                   |                                 |       |                                    |                                                                                   |

|                   |     |                 |             |                                                                            |
| 28 mei 1996 19:30 | VVV | 0 – 1           | FC Volendam | Stadion: De Koel, Venlo Toeschouwers: 1.844 Scheidsrechter: Jaap Uilenberg |
| 28 mei 1996 19:30 |     | 55' Luc Nijholt |             | Stadion: De Koel, Venlo Toeschouwers: 1.844 Scheidsrechter: Jaap Uilenberg |
| 28 mei 1996 19:30 |     |                 |             | Stadion: De Koel, Venlo Toeschouwers: 1.844 Scheidsrechter: Jaap Uilenberg |
| 28 mei 1996 19:30 |     |                 |             | Stadion: De Koel, Venlo Toeschouwers: 1.844 Scheidsrechter: Jaap Uilenberg |
|                   |     |                 |             |                                                                            |

### Groep B
|                   |                    |                  |       |                                                                                            |
| 28 mei 1996 19:30 | Cambuur Leeuwarden | 0 – 1            | Emmen | Stadion: Cambuurstadion, Leeuwarden Toeschouwers: 4.000 Scheidsrechter: Mario van der Ende |
| 28 mei 1996 19:30 |                    | 72' Jan de Jonge |       | Stadion: Cambuurstadion, Leeuwarden Toeschouwers: 4.000 Scheidsrechter: Mario van der Ende |
| 28 mei 1996 19:30 |                    |                  |       | Stadion: Cambuurstadion, Leeuwarden Toeschouwers: 4.000 Scheidsrechter: Mario van der Ende |
| 28 mei 1996 19:30 |                    |                  |       | Stadion: Cambuurstadion, Leeuwarden Toeschouwers: 4.000 Scheidsrechter: Mario van der Ende |
|                   |                    |                  |       |                                                                                            |

|                   |                                                                |       |            |                                                                                 |
| 28 mei 1996 19:30 | N.E.C.                                                         | 3 – 0 | BV Veendam | Stadion: De Goffert, Nijmegen Toeschouwers: 8.100 Scheidsrechter: Jef van Vliet |
| 28 mei 1996 19:30 | Patrick van Diemen 25' Antti Sumiala 49' Patrick Pothuizen 71' |       |            | Stadion: De Goffert, Nijmegen Toeschouwers: 8.100 Scheidsrechter: Jef van Vliet |
| 28 mei 1996 19:30 |                                                                |       |            | Stadion: De Goffert, Nijmegen Toeschouwers: 8.100 Scheidsrechter: Jef van Vliet |
| 28 mei 1996 19:30 |                                                                |       |            | Stadion: De Goffert, Nijmegen Toeschouwers: 8.100 Scheidsrechter: Jef van Vliet |
|                   |                                                                |       |            |                                                                                 |

## Speelronde 6

### Groep A
|                   |                                                      |       |                   |                                                                                 |
| 1 juni 1996 19:30 | SC Heracles                                          | 4 – 1 | VVV               | Stadion: Bornsestraat, Almelo Toeschouwers: 883 Scheidsrechter: Ad van Meerkerk |
| 1 juni 1996 19:30 | Folkert Velten 10', 77', 81' (pen.) Ruben Klaver 54' |       | 16' Michael Evans | Stadion: Bornsestraat, Almelo Toeschouwers: 883 Scheidsrechter: Ad van Meerkerk |
| 1 juni 1996 19:30 |                                                      |       |                   | Stadion: Bornsestraat, Almelo Toeschouwers: 883 Scheidsrechter: Ad van Meerkerk |
| 1 juni 1996 19:30 |                                                      |       |                   | Stadion: Bornsestraat, Almelo Toeschouwers: 883 Scheidsrechter: Ad van Meerkerk |
|                   |                                                      |       |                   |                                                                                 |

|                   |                                                             |       |              |                                                                                            |
| 1 juni 1996 19:30 | FC Volendam                                                 | 3 – 0 | FC Den Bosch | Stadion: Veronica Stadion, Volendam Toeschouwers: 3.000 Scheidsrechter: Mario van der Ende |
| 1 juni 1996 19:30 | Miroslav Stefanović 37' Jerry Simons 84' Elroy Kromheer 89' |       |              | Stadion: Veronica Stadion, Volendam Toeschouwers: 3.000 Scheidsrechter: Mario van der Ende |
| 1 juni 1996 19:30 |                                                             |       |              | Stadion: Veronica Stadion, Volendam Toeschouwers: 3.000 Scheidsrechter: Mario van der Ende |
| 1 juni 1996 19:30 |                                                             |       |              | Stadion: Veronica Stadion, Volendam Toeschouwers: 3.000 Scheidsrechter: Mario van der Ende |
|                   |                                                             |       |              |                                                                                            |

### Groep B
|                   |                                         |       |                                                   |                                                                           |
| 1 juni 1996 19:30 | Emmen                                   | 2 – 3 | N.E.C.                                            | Stadion: Meerdijk, Emmen Toeschouwers: 6.877 Scheidsrechter: René Temmink |
| 1 juni 1996 19:30 | Martin Drent 36' Etienne Barmentloo 90' |       | 24', 83' Antti Sumiala 78' (e.d.) Edwin de Kruyff | Stadion: Meerdijk, Emmen Toeschouwers: 6.877 Scheidsrechter: René Temmink |
| 1 juni 1996 19:30 |                                         |       |                                                   | Stadion: Meerdijk, Emmen Toeschouwers: 6.877 Scheidsrechter: René Temmink |
| 1 juni 1996 19:30 |                                         |       |                                                   | Stadion: Meerdijk, Emmen Toeschouwers: 6.877 Scheidsrechter: René Temmink |
|                   |                                         |       |                                                   |                                                                           |

|                   |                                                    |       |                    |                                                                                   |
| 1 juni 1996 19:30 | BV Veendam                                         | 3 – 0 | Cambuur Leeuwarden | Stadion: De Langeleegte, Veendam Toeschouwers: 2.631 Scheidsrechter: Rien Koopman |
| 1 juni 1996 19:30 | Patricio do Nascimento 68', 90' Gerard Wiekens 79' |       |                    | Stadion: De Langeleegte, Veendam Toeschouwers: 2.631 Scheidsrechter: Rien Koopman |
| 1 juni 1996 19:30 |                                                    |       |                    | Stadion: De Langeleegte, Veendam Toeschouwers: 2.631 Scheidsrechter: Rien Koopman |
| 1 juni 1996 19:30 |                                                    |       |                    | Stadion: De Langeleegte, Veendam Toeschouwers: 2.631 Scheidsrechter: Rien Koopman |
|                   |                                                    |       |                    |                                                                                   |

## Voetnoten
AZ ·
Cambuur Leeuwarden ·
FC Den Bosch ·
FC Den Haag ·
Dordrecht '90 ·
Eindhoven ·
Emmen ·
Excelsior ·
Haarlem ·
Helmond Sport ·
Heracles '74 ·
MVV ·
RBC ·
Telstar ·
TOP Oss ·
BV Veendam ·
VVV ·
FC Zwolle
Eredivisie

1960 · 1975 · 1987 · 1988
Eerste divisie

1973 · 1974 · 1975 · 1976 · 1977 · 1978 · 1979 · 1980 · 1981 · 1982 · 1983 · 1984 · 1985 · 1986 · 1987 · 1988 · 1989 · 1990 · 1991 · 1992 · 1993 · 1994 · 1995 · 1996 · 1997 · 1998 · 1999 · 2000 · 2001 · 2002 · 2003 · 2004 · 2005

Vanaf 2006 staan alle competities op 1 pagina.

2006 · 2007 · 2008 · 2009 · 2010 · 2011 · 2012 · 2013 · 2014 · 2015 · 2016 · 2017 · 2018 · 2019 · 2020 · 2021 · 2022 · 2023 · 2024